# Берисад
Берисад бил одриски цар от царуващата династия през IV в пр. Хр. Бил претендент за престола, поддържан от Атина и през 358 г. пр. Хр., получил от Керсеблепт, западните земи на Тракия до река Струма. След смъртта му останали да царуват синовете му под върховната власт на стария Кетрипор.